# Circuito Turístico Villas e Fazendas

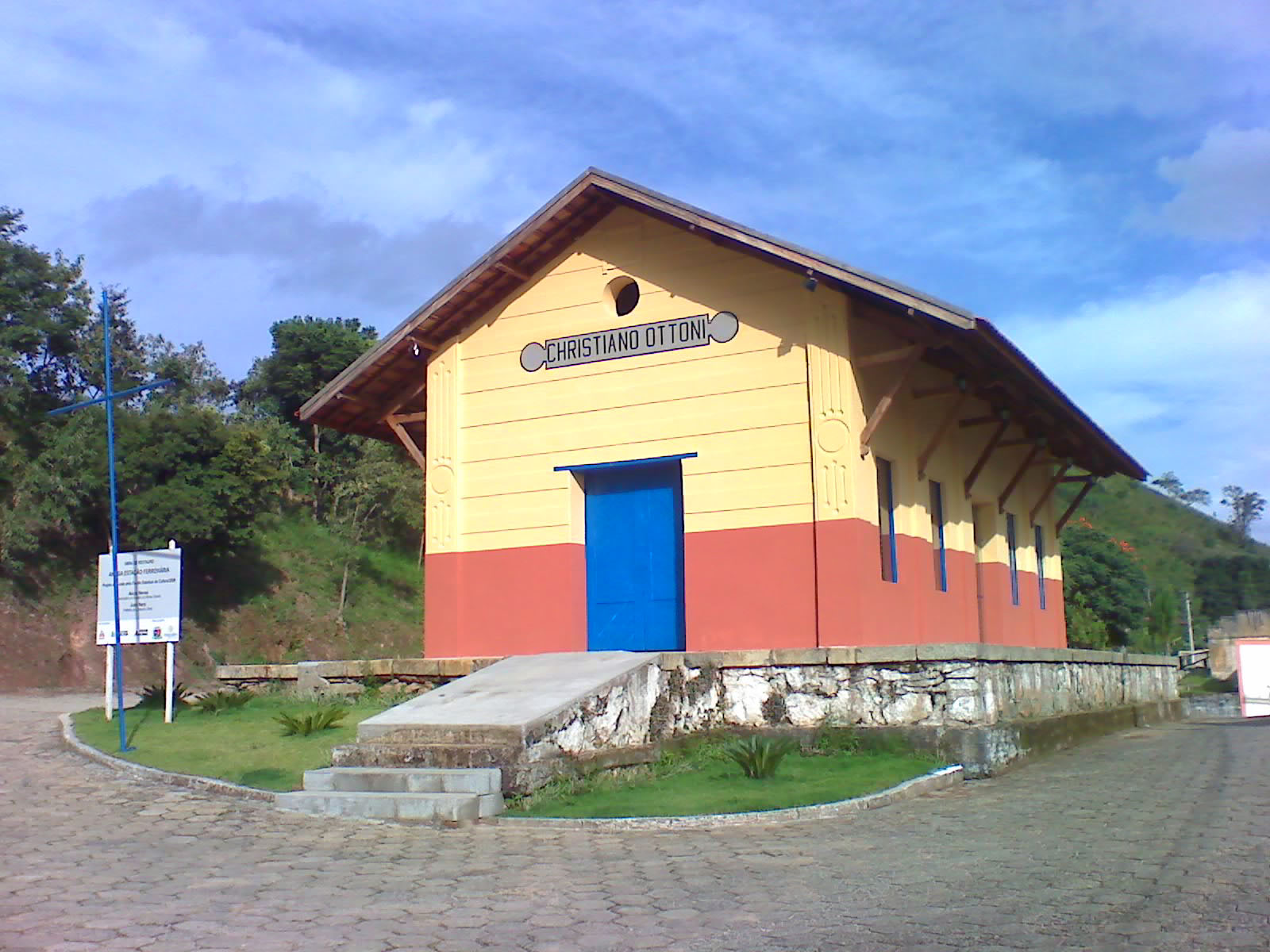
Antiga estação ferroviária de Cristiano Otoni.

Villas e Fazendas é um circuito turístico do estado brasileiro de Minas Gerais.

## Localização
Localizado na confluência das mesorregiões da Zona da Mata e Metropolitana de Belo Horizonte, o circuito é constituído por nove municípios: Caranaíba,
Casa Grande, Conselheiro Lafaiete, Cristiano Otoni, Itaverava, Queluzito, Rio Espera,
Santana dos Montes e Senhora de Oliveira.

## Transporte
O transporte rodoviário chegou à região entre 1722 e 1725 quando foi estabelecido o Caminho Novo da Estrada Real, que ligava Ouro Preto ao Rio de Janeiro. Hoje, as principais rodovias que integram os municípios do circuito são as federais BR-040 e BR-482 e as estaduais MG-275 e MG-443. O circuito é servido ainda pelo Aeroporto de Conselheiro Lafaiete.
O transporte ferroviário, por sua vez, chegou à região em dezembro de 1883 com a inauguração das estações de Cristiano Otoni e Conselheiro Lafaiete da Estrada de Ferro Central do Brasil. 

## Patrimônio histórico
Dentre os conjuntos paisagísticos do circuito que constituem o patrimônio histórico tombado pelo Instituto Estadual do Patrimônio Histórico e Artístico de Minas Gerais incluem-se o Sítio da Varginha do Lourenço, em Conselheiro Lafaiete, a Fazenda dos Macacos, em Cristiano Otoni, e a Fazenda Fonte Limpa, em Santana dos Montes. 